# Holløse
Holløse is een plaats in de Deense regio Hovedstaden, gemeente Gribskov, en telt 349 inwoners (2007).